# Phyllomya palpalis
Phyllomya palpalis (лат.) — вид тахин рода Phyllomya из подсемейства Dexiinae. Эндемик Китая.

## Описание
Мелкие и среднего размера мухи (длина тела от 6,8 до 8,1 мм), стройные, черноватые. Голова у самца почти голоптическая, у самки дихоптическая, темя самки около 0,28 ширины головы; парафация только с несколькими тонкими волосками в верхней части; ариста длинноперистая, общая её ширина, включая оперение, шире постпедицеля; щупики красновато-жёлтые; 2 предшовные и 2 постшовные акростихальные щетинки; 3 предшовные и 3 постшовные дорсоцентральные щетинки; 2 катепистернальные щетинки; коста голая сверху, волосатая снизу; средние голени с 2 переднедорсальными щетинками; задние голени с 3 предвершинными дорсальными щетинками; коготки и пульвиллы самца длиннее 5-го членика лапки. Лицо уплощённое, без лицевого киля; щупики довольно тонкие, слабо булавовидные. Простернум голый.

## Классификация
Вид был впервые описан в 1992 году, а его валидный статус подтверждён в 2022 году в ревизии, проведённой японским диптерологом Хироси Сима (Kyushu University Museum, Университет Кюсю, Hakozaki, Япония).

## Распространение
Китай (Weixi, Pan-tiange, Юньнань).